# Croce dalmata di benemerenza
La croce dalmata di benemerenza è un'onorificenza italiana, distribuita a commemorazione delle vicende fiumane.
Coniata e distribuita dall'Associazione nazionale volontari di guerra in Dalmazia, si appuntava al petto.
La croce è di stampo classico, in bronzo dorato con i bracci in smalto rosso e la scritta “Pro Dalmatica Fide” incisa.
Al centro della croce, uno scudetto in smalto blu con una raffigurazione dei tre leoni della Dalmazia. Sul retro v'è la scritta “Assoc. Volontari Guerra Nazion.”, acronimo dell'associazione che la pensò.
La croce era conferita ai volontari della Grande Guerra e dell'impresa fiumana.